# Alacoque Bezerra
Maria Alacoque Bezerra de Menezes (Juazeiro do Norte, 10 de fevereiro de 1921 - Fortaleza, 17 de dezembro de 2012) foi a primeira mulher a representar o Estado do Ceará no Senado Federal.

## Biografia
Neta do Brigadeiro Leandro Bezerra Monteiro e filha de José Bezerra de Menezes e Maria Amélia Bezerra de Menezes, a juazeirense era irmã do ex-governador Adauto Bezerra, do ex-deputado Orlando Bezerra e do antigo vice-governador Humberto Bezerra. Foi casada com José Maria de Figueiredo com quem teve três filhos: Amélia Maria, Francisco Ivanhoé e Margarida Magda.
Após cursar o primário e secundário no Cariri, Alacoque foi para Fortaleza e se formou normalista no Colégio das Doroteias, retornando para Juazeiro do Norte para lecionar. Tendo estudado na Universidade Regional do Cariri (URCA), foi diretora do Grupo Escolar Padre Cícero em sua cidade natal. Foi também Delegada Regional do Ensino no Cariri, tendo sido reconhecida em todo o estado como uma defensora de políticas públicas na área da educação. Foi Sócia-fundadora do Instituto Cultural do Vale Caririense.
Nas eleições de 1982, Alacoque Bezerra foi eleita senadora suplente com mais de 1 milhão de votos pela legenda do PDS. No entanto, só assumiu uma cadeira no Senado quando era filiada ao PFL, no período entre 18 de outubro de 1989 a 15 de fevereiro de 1990, durante licença do Senador José Afonso Sancho. Durante esse curto período, apresentou duas proposições na área da educação - sobre piso salarial do magistério público e sobre merenda escolar, ambas arquivadas. Dentre seus pronunciamentos, encontram-se análises sobre a situação da educação brasileira e a defesa de suas proposições. Dentre suas obras, destaca-se o livro "José Bezerra: o pacificador", biografia de seu genitor e importante figura da política cearense no século XX.
Faleceu aos 91 anos de idade, com falência de múltiplos órgãos, após ter sofrido um infarto.

## Obras
- José Bezerra: o pacificador [1]